# هاینکل هائی ۵
هاینکل هائی ۵ (به آلمانی: Heinkel HE 5) یک هواپیمای تک‌باله تک‌موتوره آبنشین جهت عملیات شناسایی هوایی بود که با طراحی شرکت هاینکل تحت عنوان سونسکا اس ۵ در دهه ۱۹۲۰ در سوئد تولید شد. این هواگرد مدل ارتقا یافته هاینکل هائی ۱ به حساب می‌آمد و ساختار زیر بال و بال حمایت‌شده را از آن به ارث برده بود. هائی ۵ نخستین پروازش را در سال ۱۹۲۶ انجام داد.

## توسعه
هاینکل در اچ‌ایی ۵ از تجارب خود در مدل‌های قبلی استفاده نمود. خدمه این هواپیما معمولاً دو نفر یعنی خلبان و مشاهده‌گر بودند که پشت سر هم در یک کابین سر باز می‌نشستند اما نمونه‌هایی نیز با جایگاهی برای نفر سوم یعنی کارآموز توید گردید.
دو پیش‌نمونه اولیه در سال ۱۹۲۶ ساخته شدند و مراحل آزمایش خود را با موفقیت در شهر ساحلی وارنمونده گذراندند. نیروی هوایی سوئد اندکی بعد این هواپیما را به عنوان مکملی برای نمونه‌های قبلی هاینکل یعنی اچ‌ایی ۱، اچ‌ایی ۲ و اچ‌ایی ۴ سفارش داد. نهایتاً ۴۰ فروند اچ‌ایی ۵ به صورت تحت لیسانس در کارخانه هوانوردی سونسکا سوئد وابسته به هاینکل تولید شد.

## تاریخجه عملیاتی
در سال ۱۹۲۷ اتحاد جماهیر شوروی نیز درخواستی برای اچ‌ایی ۵ جهت جایگزینی مدل‌های منسوخ شده آب‌نشین قبلی خود ارائه کرد. یک پیش‌نمونه در ماه مارس همین سال در دریای سیاه مورد آزمایش قرار گرفت که مشخص شد عملکرد آن به خوبی آمارهای ادعایی هاینکل نیست. پیش‌نمونه دوم با تغییراتی در ماه نوامبر آزمایش شد که منجر به سفارش چندین فروند گردید. این هواگردها تا سه سال آینده در خدمت ارتش سرخ بودند.
هاینکل اچ‌ایی ۵ تا سال ۱۹۳۳ در خود آلمان مورد استفاده بود به نحوی که کارخانه فوکه-وولف نیز به صورت تحت لیسانس چندین فروند از آن را به جهت محدودیت‌های قرارداد ورسای در پوشش هواپیمای آموزشی برای واحدهای هوانوردی نیروی دریایی آلمان تولید کرد.
تنها پیروزی هوایی نیروی هوایی سوئد در جریان جنگ جهانی دوم در مقابل یک بمب افکن آلمانی هاینکل اچ‌ایی ۱۱۱ بود که در پی ورود به حریم هوایی کشور بی‌طرف سوئد در بیست و یکم آوریل ۱۹۴۰ توسط یک فروند اچ‌ایی ۵ نیروی هوایی این کشور مورد هدف قرار گرفت و مجبور به فرود اضطراری شد و خدمه آن به اسارت درآمدند. مابقی هواپیماهای ساقط شده توسط ارتش سوئد با آتش ضدهوایی صورت گرفت بود.
دو فروند اچ‌ایی ۵ هم‌اکنون در دو موزه در کشورهای سوئد و لهستان نگهداری می‌شوند.

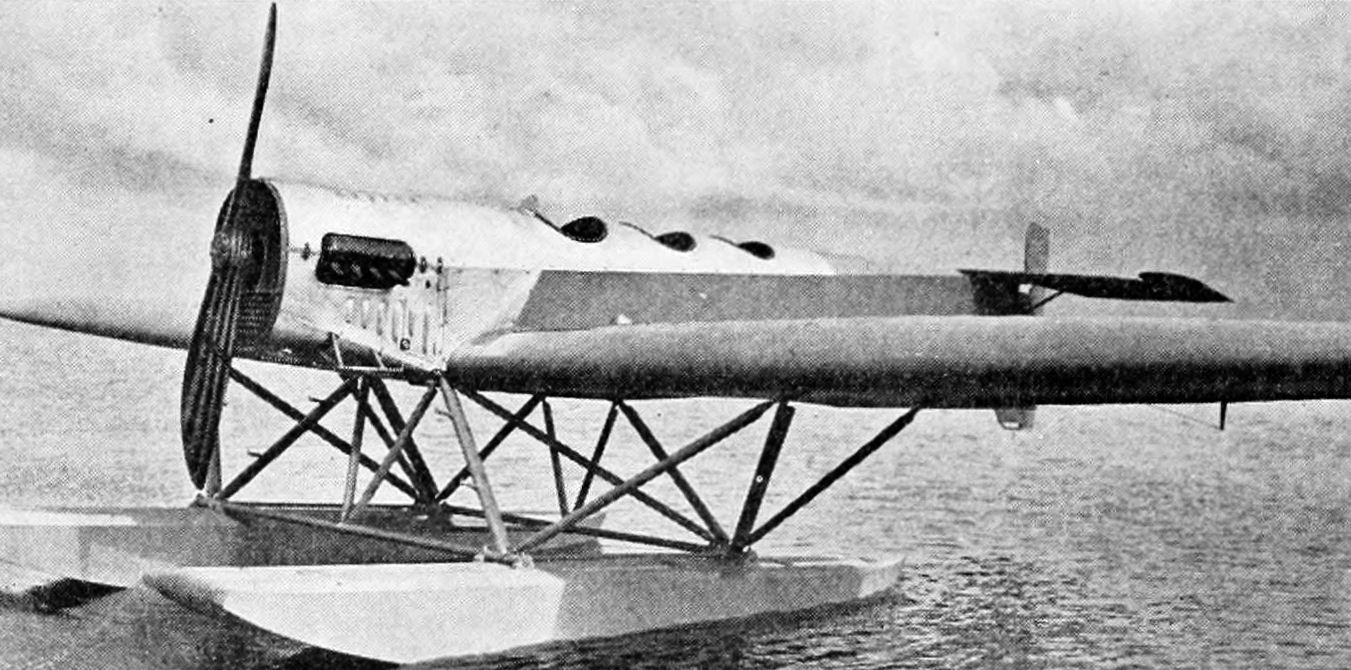
سپتامبر ۱۹۲۶

## کاربران
سوئد
- نیروی هوایی سوئد

 شوروی
- نیروی هوایی شوروی

## مشخصات فنی (پیش‌نمونه ساخته شده برای شوروی)

### مشخصات عمومی
- خدمه: ۲ نفر (خلبان و تیربارچی)
- طول: ۱۲٫۱۸ متر
- طول بال: ۱۶٫۸ متر
- ارتفاع: ۴٫۳۸ متر
- مساحت بال: ۴۸٫۹ متر مربع
- وزن خالی: ۲۰۰۰ کیلوگرم
- وزن خالص: ۲۹۰۰ کیلوگرم
- نیرومحرکه: یک موتور پیستونی خطی ۱۲ سیلندر ب‌ام‌و ۶ خنک شونده با مایعات: ۴۸۰ اسب بخار

### عملکرد
- حداکثر سرعت: ۲۰۰ کیلومتر بر ساعت
- پایاسیر: ۱۶۸ کیلومتر بر ساعت
- برد: ۵۵۰ کیلومتر
- حداکثر ارتفاع: ۵۵۰۰ متر
- سرعت صعود: ۴٫۸ متر بر ثانیه

### تسلیحات
- یک مسلسل ثابت ویکرز با کالیبر ۷٫۷ میلی‌متر
- دو مسلسل متحرک لوئیس با کالیبر ۷٫۷ میلی‌متر در پشت کابین خلبان برای تیربارچی
- ۱۶۰ کیلوگرم بمب در زیر بدنه